# Vought
«Вот» (іноді «Воут»[джерело?], англ. Vought, /vɔt/ або /vɑt/) — американська аерокосмічна компанія, що протягом свого існування часто змінювала свою назву та найбільш відома як Lewis and Vought Corporation, Chance Vought, Vought-Sikorsky, LTV Aerospace (частина Ling-Temco-Vought), Vought Aircraft Companies та Vought Aircraft Industries. Компанія заснована у 1917 році американськими піонерами авіації Ченсом Воутом та Бердсеєм Льюїсом. 1928 році її придбала компанія United Aircraft and Transport Corporation, що незабаром стала йменуватися United Aircraft Corporation. Протягом 1920-1930-х років Vought Aircraft і Chance Vought спеціалізувалися на випуску палубної авіації на замовлення ВМС США, які були найбільшими замовниками продукції компанії. За часи Другої світової війни «Воут» випустила тисячі літаків, як-то OS2U «Кінгфішер», SB2U «Віндікейтор», і найвідоміший палубний винищувач-бомбардувальник F4U «Корсар», яких було випущено 12 571 екземпляр.
1954 році «Воут» знову стала незалежною та в 1961 році її придбала Ling-Temco-Vought (LTV). До початку 1990-х років компанія займалася розробкою та випуском літаків різного типу та ракетної зброї. Потім її придбали з різною долею прав на володіння The Carlyle Group та Northrop Grumman, а згодом Carlyle викупила повністю усі акції «Воут» і перейменували її в Vought Aircraft Industries зі штаб-квартирою компанії в Далласі, Техас. У червні 2010 року The Carlyle Group продала «Воут» публічній компанії Triumph Group.

## Продукція компанії «Воут»

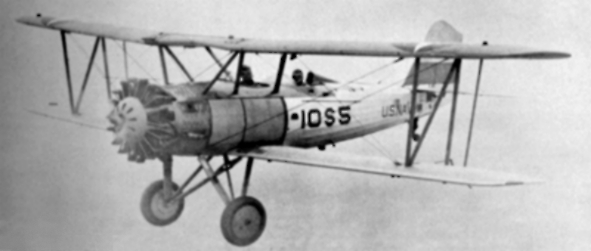
Vought O2U Corsair

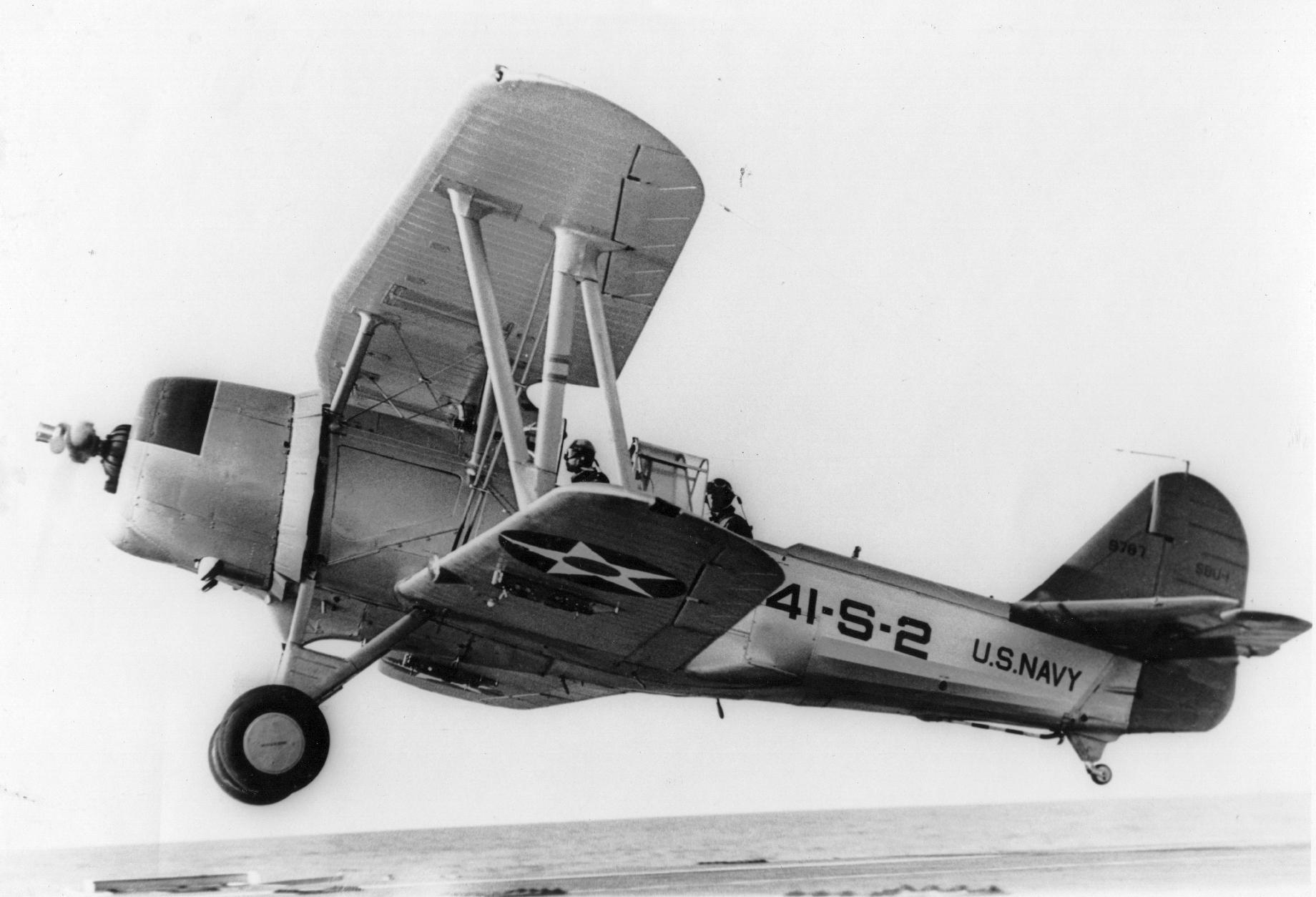
Vought SBU Corsair

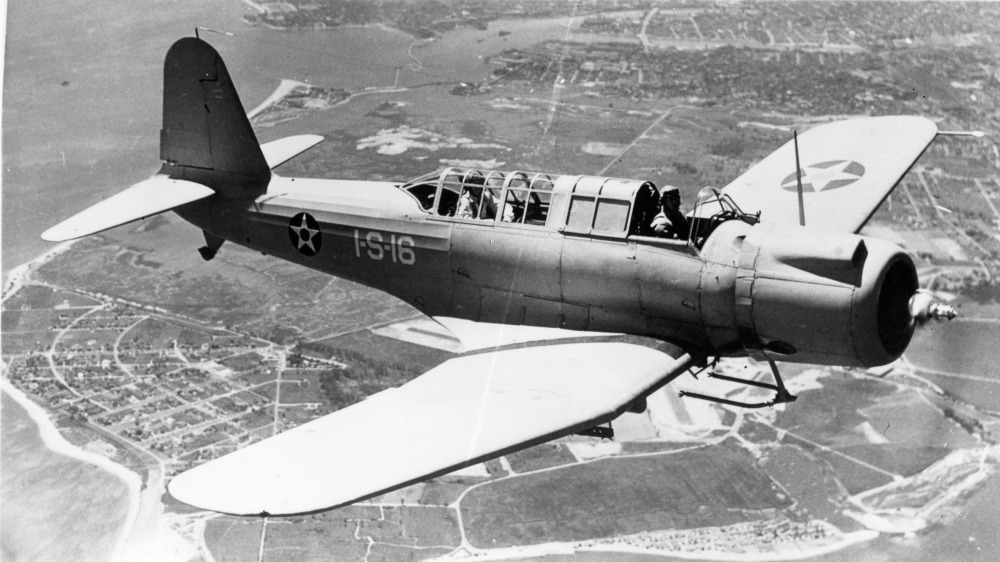
Vought SB2U Vindicator

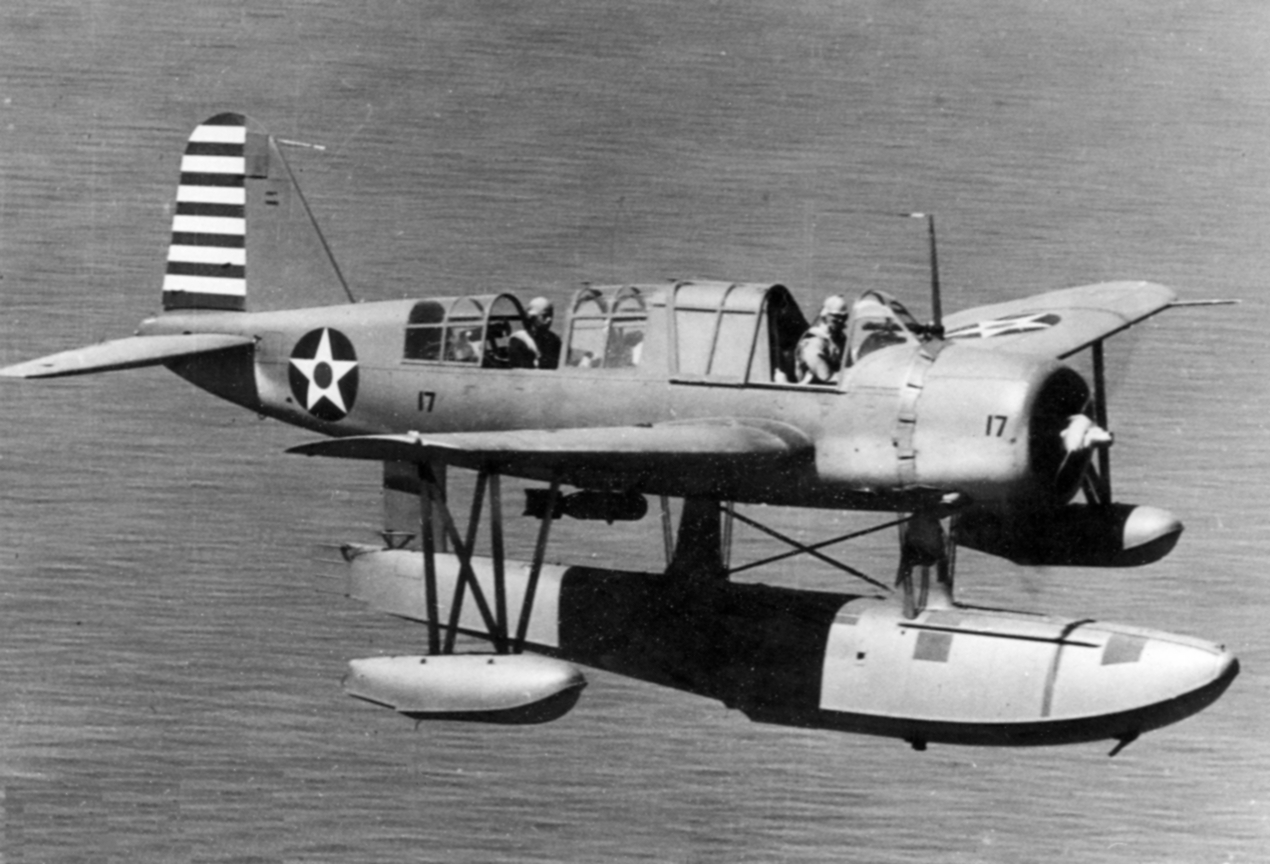
Vought OS2U Kingfisher

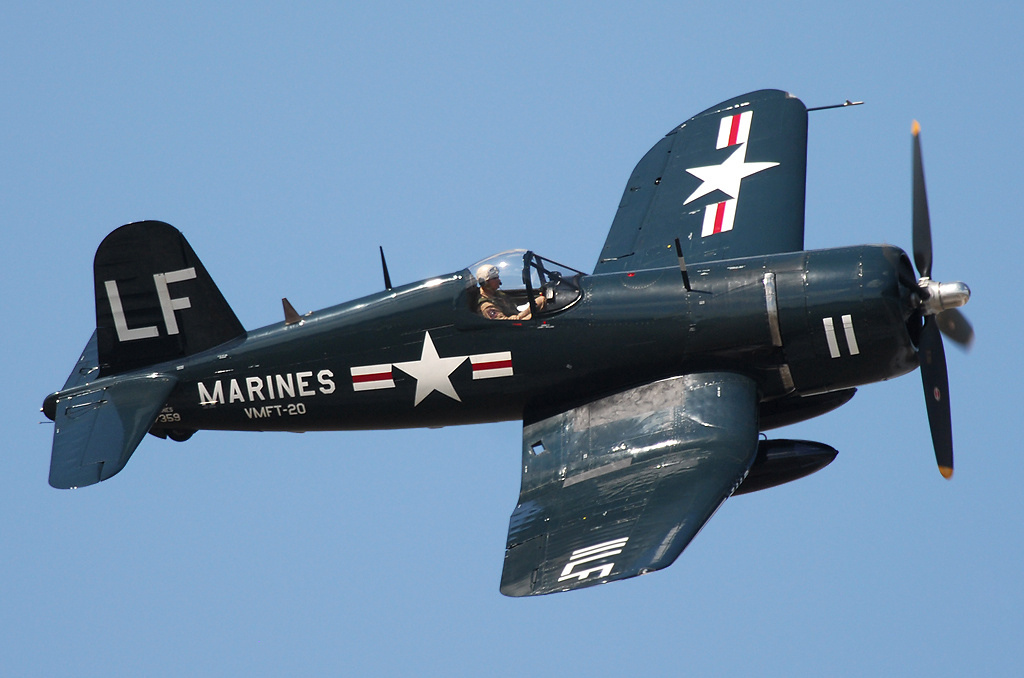
Vought F4U Corsair

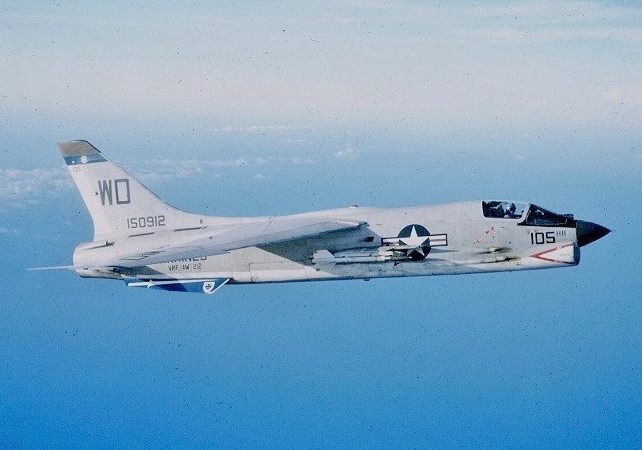
Vought F-8 Crusader

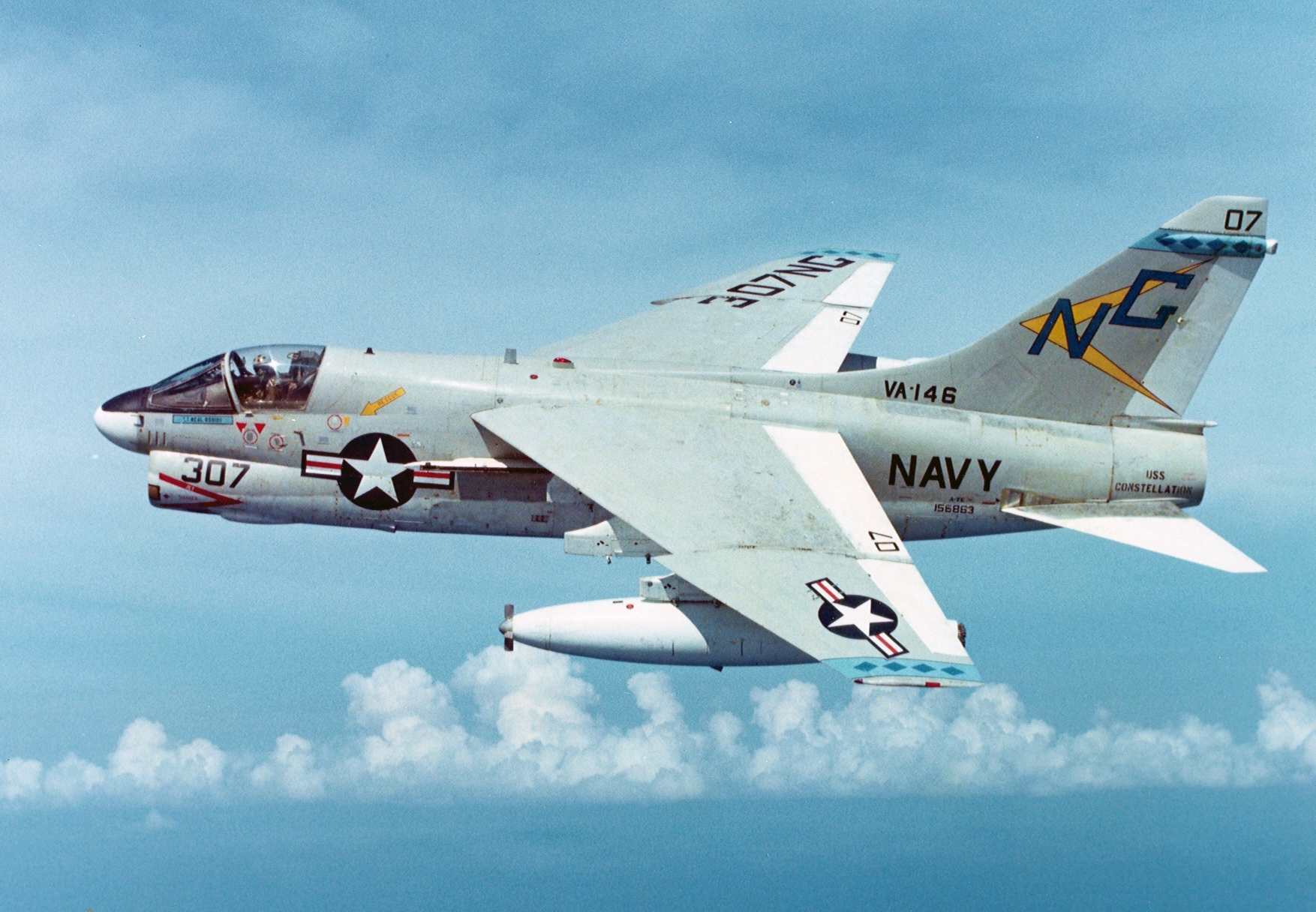
LTV A-7 Corsair II

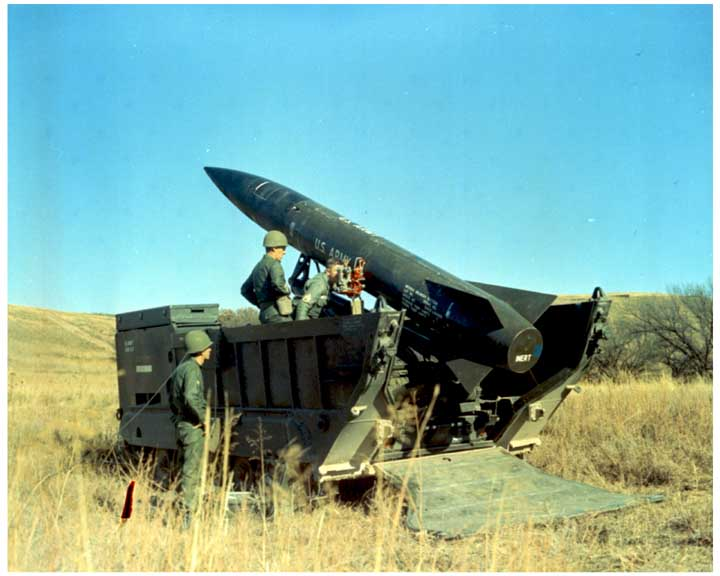
MGM-52 Lance

### Літаки
| Літак                      | Перший політ | К-сть побудовано | Тип літака                                                                |
| -------------------------- | ------------ | ---------------- | ------------------------------------------------------------------------- |
| Vought VE-7                | 1917         | 128              | винищувач/навчально-тренувальний літак                                    |
| Vought O2U Corsair         | 1926         | 580              | літак спостереження                                                       |
| Vought FU                  | 1927         | 20               | винищувач                                                                 |
| Vought XF2U                | 1929         | 1                | прототип винищувача                                                       |
| Vought O4U Corsair         | 1931         | 2                | літак спостереження                                                       |
| Vought XF3U                | 1933         | 1                | прототип винищувача                                                       |
| Vought SBU Corsair         | 1933         | 125              | пікіруючий бомбардувальник                                                |
| Vought O5U                 | 1934         | 1                | поплавковий гідролітак спостереження                                      |
| Vought SB2U Vindicator     | 1936         | 260              | пікіруючий бомбардувальник                                                |
| Vought V-141               | 1936         | 1                | винищувач                                                                 |
| Vought XSB3U               | 1936         | 1                | прототип літака спостереження-бомбардувальника                            |
| Vought OS2U Kingfisher     | 1938         | 1 519            | поплавковий гідролітак спостереження                                      |
| Vought XSO2U               | 1939         | 1                | поплавковий гідролітак                                                    |
| Vought F4U Corsair         | 1940         | 12 571           | палубний винищувач-бомбардувальник                                        |
| Vought TBU Sea Wolf        | 1941         | 1                | торпедоносець                                                             |
| Vought V-173               | 1942         | 1                | експериментальний літак                                                   |
| Vought F6U Pirate          | 1946         | 33               | винищувач                                                                 |
| Vought XF5U                | 1943         | 2                | винищувач                                                                 |
| Vought F7U Cutlass         | 1948         | 320              | багатоцільовий винищувач/винищувач-бомбардувальник                        |
| Vought F-8 Crusader        | 1955         | 1219             | палубний винищувач                                                        |
| Vought XF8U-3 Crusader III | 1958         | 5                | винищувач                                                                 |
| LTV XC-142                 | 1964         | 5                | експериментальний літак скороченого та вертикального злету та приземлення |
| LTV A-7 Corsair II         | 1965         | 1545             | палубний штурмовик                                                        |
| LTV L450F                  | 1970         | 1                | прототип розвідувального літака                                           |
| Vought YA-7F               | 1989         | 2                | штурмовик                                                                 |

### БПЛА
| Назва       | Перший політ | К-сть побудовано | Тип                 |
| ----------- | ------------ | ---------------- | ------------------- |
| Vought VE-7 | 1970         | 1                | розвідувальний БПЛА |

### Ракетна зброя
| Назва              | Поява | К-сть побудовано | Тип ракети                                                    |
| ------------------ | ----- | ---------------- | ------------------------------------------------------------- |
| M270 MLRS          | 1983  | 1 300            | реактивна система залпового вогню                             |
| ASM-135 ASAT       | 1984  |                  | протисупутникова багатоступенева ракета типу «повітря-космос» |
| MGM-52 Lance       | 1973  | 2 133            | тактична балістична ракета типу «поверхня — поверхня»         |
| SSM-N-8 Regulus    | 1955  |                  | крилата ракета                                                |
| SSM-N-9 Regulus II | 1956  |                  | надзвукова крилата ракета                                     |

### Ракети-носії
| Назва               | Поява | К-сть побудовано | Тип ракети                              |
| ------------------- | ----- | ---------------- | --------------------------------------- |
| «Скаут»             | 1965  |                  | сімейство ракет-носіїв                  |
| RM-89 Blue Scout I  | 1961  | 4                | метеорологічна ракета                   |
| RM-90 Blue Scout II | 1961  | 3                | метеорологічна ракета/пускова установка |
| Scout X             | 1960  | 1                | тестова ракета                          |

Позначення